# Distichopora contorta
Distichopora contorta är en nässeldjursart som beskrevs av Pourtalès 1878. Distichopora contorta ingår i släktet Distichopora och familjen Stylasteridae. Inga underarter finns listade i Catalogue of Life.